# King-Size Homer
"King-Size Homer" är avsnitt sju från säsong sju av Simpsons och sändes på Fox i USA den 5 november 1995. I avsnittet försöker Homer gå upp i vikt så han kan slippa gymnastikövningarna på jobbet och få jobba hemifrån. Homer upptäcker snart de negativa effekterna av att vara fet. Avsnittet skrevs av Dan Greaney och regisserades av Jim Reardon. Joan Kenley gästskådespelar som rösten i telefonen.

## Handling
Mr. Burns har en obligatorisk idrottsövning för de anställda vilket inte uppskattas av Homer. Homer försöker därför hitta ett handikapp som tvingar honom arbeta hemifrån och därmed slippa gymnastikövningen. Han letar efter luckor och hittar att om han väger 300 pund (136 kg) eller mer kan han få arbeta hemifrån istället. Homer börjar gå upp i vikt trots att Marge och Lisa varnar honom för hans hälsa medan Bart hjälper honom med hans viktökning. Homer lyckas uppnå gränsen och kraftverket installerar en dator i hemmet så att Homer kan arbeta hemifrån.
Homer upptäcker snart att det blir tråkigt att jobba hemifrån; det enda han behöver göra är att trycka på Y på tangentbordet vid varje förfrågning. Homer bestämmer sig för att låta en drickande fågel trycka på bokstaven åt honom medan han går och ser en film på biografen. Homer blir dock inte insläppt på biografen då hans vikt är en fara för säkerheten. Homer går argt hem och upptäcker att den drickande fågeln har ramlat och slutat svara på datorns frågor vilket resulterat att datorn varnar för en härdsmälta om man inte gör en manuell handling på kraftverket. Homer försöker ringa till kraftverket för att varna dem men hans fingrar är för tjocka för knapparna så han tvingas ta sig till kraftverket på egen hand. Homer försöker först ta sig dit med bilen, som går sönder av hans vikt samma händer med en skateboard. Homer försöker sedan lifta men ingen vill ta med honom så han stjäl en glassbil och kör den till kraftverket. Homer kommer fram till kraftverket och försöker avstyra härdsmältan men ramlar ner från ställningen ner i röret som precis öppnat sitt lock och Homers feta kropp blir en propp för röret och han har förhindrat härdsmältan från en ”Tjernobyl" till en "Three Mile Island".
Mr. Burns lovar ge Homer en belöning för det han gjorde och han börjar hjälpa honom gå ner i vikt genom gymnastikövningar, men det går inte så bra så han ger honom en fettsugning istället vilket Homer tycker är en bättre idé. 

## Produktion
"King-Size Homer" skrevs av Dan Greaney och regisserades av Jim Reardon och var det första som Greaney skrev. Idén till avsnittet kom från Bill Oakley.
Titeln "King-Size Homer" valdes för att man vill ha en som beskriver att Homer blir nöjd över sin vikt. Greaney gillade att skriva avsnittet eftersom Homer har ett mål i avsnittet vilket han inte brukar. Designen över Homer när han var fet gjordes av David Silverman. Det tog tid att välja vilka kläder Homer skulle ha då han var fet, de valde en muumuu. Författarna ville inte att Homer skulle äta som en gris i avsnittet så de visade inte så många scener där han åt för att gå upp i vikt. Författarna ville ha något sätt som gav Homer tillbaka sin vikt, först föreslogs det att Marge övertygade honom att gå ner i vikt. Actionfigurer har senare gjorts som baserats på avsnittet.
Scenen då Homer drömmer att han går upp i vikt är inspirerad av "Sweetness and Light"-numret av National Lampoon. I scenen finns en gris. De tänkte låta den spelas av Cary Grant men upptäckte att han hade avlidit för nio år sedan, så de gav den till Hank Azaria. Joan Kenley gästskådspelar i avsnittet som rösten som berättar för Homer att hans fingrar är för tjocka för att ringa.

## Kulturella referenser
När Homer besöker klädaffären i avsnittet ser man två motorcyklister som är en parodi på Billy och Benny McCrary. Scenen då Bart och hans vänner tittar på Homer är en referens till What's Eating Gilbert Grape. Homer försöker beställa en Tab då han trycker på ”tab". När ett majsfält i avsnittet förstörs av kraftverket säger farmaren att Paul Newman kommer första hans ben vilket är en referens till Newman's Own. På bion försöker Homer se filmen Honk If You're Horny med Pauly Shore och Faye Dunaway.

## Mottagande
Avsnittet hamnade på plats 45 över veckans mest sedda program med en Nielsen ratings på 10.0, och det tredje mest sedda på Fox under veckan. Under 2008 nämnde Empire avsnittet på deras lista över de 50 bästa Tv-serierna som det bästa avsnittet i Simpsons. Kimberly Potts på AOL Television kallar avsnittet för den sjunde bästa i serien, medan Michael Moran på The Times kallat den för den tionde bästa. "King-Size Homer" hamnade på listan över de tio bästa avsnittet i serien hos The Star-Ledger. Herald Sun placerade avsnittet på plats nio över de 20 bästa avsnittet i serien och tycket bäst om delen då Homer kör glassbilen. Todd VanDerWerff på Slant Magazine har placerat avsnittet som den femte bästa i serien då den har flera roliga skämt, vara det bästa är Homers kläder då han var fet.
Dave Foster på DVD Times anser att det bästa är att Bart hjälper honom gå upp i vikt men Homer inser snart att det inte är en så bra idé. Jennifer Malkowski på DVD Verdict anser att den bästa delen i avsnittet var då Homer köpte kläderna och gav avsnittet betyget, A. Hos DVD Movie Guide uppskattade Colin Jacobson avsnittet och kallar det en av seriens mer cyniska avsnitt och den ger en hel del skratt. Avsnittet visar både Homers kamp och idioti mot viktökningen. Avsnittet är främst en pik mot feta människor men den är gjord med förståelse. I boken I Can't Believe It's a Bigger and Better Updated Unofficial Simpsons Guide har Warren Martyn och Adrian Wood skrivit att avsnittet inte är en av de bästa och du saknar att Marge slår till honom. De anser att skämten med valfritangent och tabtangenten är de bästa skämten i avsnittet.